# Eunica excelsissima
Eunica excelsissima är en fjärilsart som beskrevs av Jose Francisco Zikán 1937. Eunica excelsissima ingår i släktet Eunica och familjen praktfjärilar. Inga underarter finns listade i Catalogue of Life.